# Jean-Pierre Sola
 (août 2018).
Si vous disposez d'ouvrages ou d'articles de référence ou si vous connaissez des sites web de qualité traitant du thème abordé ici, merci de compléter l'article en donnant les références utiles à sa vérifiabilité et en les liant à la section « Notes et références ».
Pour les articles homonymes, voir Sola.
Giovanni Pietro Sola, plus communément appelé Jean-Pierre Sola, né le 16 juillet 1791 à Carmagnola (Piémont) et mort le 31 décembre 1881 à Nice, est un prélat catholique, qui fut évêque de Nice de 1857 à 1877.

## Biographie
Il fait ses études au collège de Carmagnola, puis au séminaire de Turin. Ordonné prêtre le 21 juin 1816, il est docteur en théologie en 1817 et enseigne la théologie au Grand séminaire de Nice de 1816 à 1818.
Curé de Vigone de 1818 à 1857, il est nommé évêque de Nice par le pape Pie IX le 21 décembre 1857 et consacré à Rome le 3 janvier 1858. En 1860, il participe au succès du plébiscite entérinant l’annexion du comté de Nice à la France.
Officier de la légion d’honneur, il soutient le Second Empire et mène une importante action en faveur des pauvres.
Proche de Mgr Dupanloup, libéral, il participe au concile de Vatican I en 1870.
À Nice, il lance la construction de l’église Notre-Dame de Nice, inaugurée en 1868 et approuve le lancement de la Semaine religieuse du diocèse de Nice, hebdomadaire, le 28 janvier 1872, à l’initiative du baron Dunot de Saint-Maclou.
Il participe à la francisation du clergé niçois, notamment en signant en 1866 une convention avec les lazaristes leur confiant la direction du Grand Séminaire de Nice en 1868.
En conflit avec une partie de son clergé, notamment le chapitre cathédral, et avec l’administration républicaine, il doit démissionner le 12 septembre 1877 sous la pression du gouvernement français et du Saint-Siège, malgré les protestations du maire Alfred Borriglione.
Un monument en marbre le représentant a été érigé en juin 1885 dans la cathédrale Sainte-Réparate (œuvre de Jean-Baptiste Trabucco).

## Distinction
- Chevalier de la Légion d'honneur (12 septembre 1860)[1]